# Fujian Nanzi Paiqiu Dui 2014-2015
Questa voce raccoglie le informazioni riguardanti il Fujian Nanzi Paiqiu Dui nelle competizioni ufficiali della stagione 2014-2015.

## Organigramma societario
Area tecnica
- Allenatore: Teng Maoming

## Rosa
| N° | Nome               | Ruolo | Data di nascita   | Nazionalità sportiva |
| -- | ------------------ | ----- | ----------------- | -------------------- |
| 1  | Yao Qingda         | C     | 27 novembre 1992  | Cina                 |
| 2  | Lai Xiaomin        | P     | 17 agosto 1982    | Cina                 |
| 3  | Lin Guolin         | S     | 2 settembre 1990  | Cina                 |
| 4  | Lin Mingsheng      | S     | 26 settembre 1995 | Cina                 |
| 5  | Rao Shuhan         | C     | 23 dicembre 1996  | Cina                 |
| 6  | Ning Pengju        | S/O   | 16 novembre 1995  | Cina                 |
| 7  | Xu Hanhua          | C     | 30 marzo 1991     | Cina                 |
| 8  | Guo Cheng          | P     | 12 novembre 1994  | Cina                 |
| 9  | Chen Yiyang        | C     | 15 maggio 1995    | Cina                 |
| 10 | Bian Jianyu        | S/O   | 1º gennaio 1995   | Cina                 |
| 11 | Ke Junhuang        | L     | 28 giugno 1994    | Cina                 |
| 12 | Shi Jianping       | S     | 27 aprile 1995    | Cina                 |
| 13 | Jin Yijian         | S     | 7 marzo 1995      | Cina                 |
| 14 | Chen Qiaofeng      | S/O   | 8 marzo 1994      | Cina                 |
| 15 | Teng Shupeng       | L     | 10 giugno 1995    | Cina                 |
| 16 | Guan Jian          | P     | 29 ottobre 1995   | Cina                 |
| 17 | Chen Chongwei      | C     | 29 ottobre 1994   | Cina                 |
| 18 | Yu Guanghui        | S/O   | 6 marzo 1995      | Cina                 |
| 19 | Garrett Muagututia | S     | 26 febbraio 1988  | Stati Uniti          |
| 20 | Jayson Jablonsky   | S     | 23 luglio 1985    | Stati Uniti          |

## Mercato
| Acquisti | Acquisti           | Acquisti             | Acquisti   |
| R.       | Nome               | da                   | Modalità   |
| -------- | ------------------ | -------------------- | ---------- |
| S        | Lin Mingsheng      | ?                    | ?          |
| C        | Chen Yiyang        | ?                    | ?          |
| S/O      | Bian Jianyu        | ?                    | ?          |
| S        | Garrett Muagututia | Łuczniczka Bydgoszcz | definitivo |
| S        | Jayson Jablonsky   | Tours                | definitivo |

| Cessioni | Cessioni       | Cessioni | Cessioni   |
| R.       | Nome           | a        | Modalità   |
| -------- | -------------- | -------- | ---------- |
| C        | Chen Peng      | ?        | ?          |
| S        | Cai Yiqiang    | ?        | ?          |
| S/O      | Dallas Soonias | Al-Arabi | definitivo |
| S        | Shen Jian      | ?        | ?          |
| S/O      | Mikko Oivanen  | Vammalan | definitivo |
| L        | Zeng Dong      | ?        | ?          |

## Risultati

### Volleyball League A

#### Regular season

##### Prima fase
| 1ª giornata - 16 novembre 2014 Fujian Normal University Gymnasium, Fuzhou     | Fujian    | 3 - 1 | Liaoning  | 25-16, 26-24, 20-25, 25-17        |
| 2ª giornata - 20 novembre 2014 Ziyang Stadium, Ziyang                         | Sichuan   | 3 - 1 | Fujian    | 25-21, 25-19, 23-25, 25-20        |
| 3ª giornata - 23 novembre 2014 Fujian Normal University Gymnasium, Fuzhou     | Fujian    | 1 - 3 | Shanghai  | 18-25, 15-25, 25-23, 21-25        |
| 4ª giornata - 27 novembre 2014 Fujian Normal University Gymnasium, Fuzhou     | Fujian    | 3 - 0 | Guangdong | 25-16, 25-18, 25-14               |
| 5ª giornata - 30 novembre 2014 Laiwu City Gymnasium, Laiwu                    | Shandong  | 3 - 0 | Fujian    | 25-23, 25-20, 25-21               |
| 6ª giornata - 4 dicembre 2014 Liao Stadium, Liaoyang                          | Liaoning  | 1 - 3 | Fujian    | 25-13, 18-25, 15-25, 16-25        |
| 7ª giornata - 7 dicembre 2014 Fujian Normal University Gymnasium, Fuzhou      | Fujian    | 3 - 2 | Sichuan   | 25-15, 24-26, 20-25, 26-24, 17-15 |
| 8ª giornata - 11 dicembre 2014 Foreign Studies University Gymnasium, Shanghai | Shanghai  | 3 - 1 | Fujian    | 25-17, 25-22, 21-25, 26-24        |
| 9ª giornata - 14 dicembre 2014 Fujian Normal University Gymnasium, Fuzhou     | Fujian    | 0 - 3 | Shandong  | 24-26, 21-25, 28-30               |
| 10ª giornata - 18 dicembre 2014 Guangzhou Sport University Gymnasium, Canton  | Guangdong | 2 - 3 | Fujian    | 25-20, 18-25, 24-26, 25-17, 11-15 |

##### Seconda fase
| 11ª giornata - 21 dicembre 2014 Glory Stadium, Pechino                     | Beijing | 2 - 3 | Fujian  | 23-25, 25-23, 26-24, 18-25, 13-15 |
| 12ª giornata - 25 dicembre 2014 Xuchang College Gymnasium, Xuchang         | Henan   | 3 - 2 | Fujian  | 20-25, 21-25, 25-22, 25-23, 19-17 |
| 13ª giornata - 28 dicembre 2014 Fujian Normal University Gymnasium, Fuzhou | Fujian  | 0 - 3 | Beijing | 19-25, 20-25, 22-25               |
| 14ª giornata - 1º gennaio 2015 Fujian Normal University Gymnasium, Fuzhou  | Fujian  | 3 - 1 | Henan   | 25-22, 25-21, 18-25, 25-16        |
| 15ª giornata - 4 gennaio 2015 Huaibei Stadium, Huaibei                     | Bayi    | 3 - 0 | Fujian  | 25-15, 25-23, 25-22               |
| 16ª giornata - 8 gennaio 2015 University of Technology Gymnasium, Nanchino | Jiangsu | 3 - 0 | Fujian  | 25-20, 25-22, 25-18               |
| 17ª giornata - 11 gennaio 2015 Fujian Normal University Gymnasium, Fuzhou  | Fujian  | 0 - 3 | Bayi    | 15-25, 25-27, 18-25               |
| 18ª giornata - 15 gennaio 2015 Fujian Normal University Gymnasium, Fuzhou  | Fujian  | 0 - 3 | Jiangsu | 15-25, 23-25, 17-25               |

## Statistiche

### Statistiche di squadra
| Competizione        | Punti | In casa | In casa | In casa | In trasferta | In trasferta | In trasferta | Totale | Totale | Totale |
| Competizione        | Punti | G       | V       | P       | G            | V            | P            | G      | V      | P      |
| ------------------- | ----- | ------- | ------- | ------- | ------------ | ------------ | ------------ | ------ | ------ | ------ |
| Volleyball League A | 8     | 9       | 4       | 5       | 9            | 3            | 6            | 18     | 7      | 11     |
| Totale              | -     | 9       | 4       | 5       | 9            | 3            | 6            | 18     | 7      | 11     |

G = partite giocate; V = partite vinte; P = partite perse

### Statistiche dei giocatori
| Giocatore     | Volleyball League A | Volleyball League A | Volleyball League A | Volleyball League A | Volleyball League A | Totale | Totale | Totale | Totale | Totale |
| Giocatore     | P                   | PT                  | AV                  | MV                  | BV                  | P      | PT     | AV     | MV     | BV     |
| ------------- | ------------------- | ------------------- | ------------------- | ------------------- | ------------------- | ------ | ------ | ------ | ------ | ------ |
| Bian J.       | ?                   | ?                   | ?                   | ?                   | ?                   | ?      | ?      | ?      | ?      | ?      |
| Chen C.       | ?                   | 129                 | 79                  | 37                  | 13                  | ?      | 129    | 79     | 37     | 13     |
| Chen Q.       | ?                   | ?                   | ?                   | ?                   | ?                   | ?      | ?      | ?      | ?      | ?      |
| Chen Y.       | ?                   | ?                   | ?                   | ?                   | ?                   | ?      | ?      | ?      | ?      | ?      |
| Guan J.       | ?                   | ?                   | ?                   | ?                   | ?                   | ?      | ?      | ?      | ?      | ?      |
| Guo C.        | ?                   | ?                   | ?                   | ?                   | ?                   | ?      | ?      | ?      | ?      | ?      |
| J. Jablonsky  | ?                   | ?                   | ?                   | ?                   | ?                   | ?      | ?      | ?      | ?      | ?      |
| Jin Y.        | ?                   | ?                   | ?                   | ?                   | ?                   | ?      | ?      | ?      | ?      | ?      |
| Ke J.         | ?                   | ?                   | ?                   | ?                   | ?                   | ?      | ?      | ?      | ?      | ?      |
| Lai X.        | ?                   | ?                   | ?                   | ?                   | ?                   | ?      | ?      | ?      | ?      | ?      |
| Lin G.        | ?                   | 187                 | 156                 | 23                  | 8                   | ?      | 187    | 156    | 23     | 8      |
| Lin M.        | ?                   | ?                   | ?                   | ?                   | ?                   | ?      | ?      | ?      | ?      | ?      |
| G. Muagututia | ?                   | 288                 | 241                 | 22                  | 25                  | ?      | 288    | 241    | 22     | 25     |
| Ning P.       | ?                   | ?                   | ?                   | ?                   | ?                   | ?      | ?      | ?      | ?      | ?      |
| Rao S.        | ?                   | 162                 | 103                 | 52                  | 7                   | ?      | 162    | 103    | 52     | 7      |
| Shi J.        | ?                   | ?                   | ?                   | ?                   | ?                   | ?      | ?      | ?      | ?      | ?      |
| Teng S.       | ?                   | ?                   | ?                   | ?                   | ?                   | ?      | ?      | ?      | ?      | ?      |
| Xu H.         | ?                   | ?                   | ?                   | ?                   | ?                   | ?      | ?      | ?      | ?      | ?      |
| Yao Q.        | ?                   | ?                   | ?                   | ?                   | ?                   | ?      | ?      | ?      | ?      | ?      |
| Yu G.         | ?                   | 168                 | 135                 | 25                  | 8                   | ?      | 168    | 135    | 25     | 8      |

P = presenze; PT = punti totali; AV = attacchi vincenti; MV = muri vincenti; BV = battute vincenti